# Лайош Баняї
Лайош Баняї (угор. Bányai Lajos, нар. 1888;— пом. 1944) — угорський футболіст і тренер. Найбільших успіхів досягнув під час роботи в клубі «Уйпешт», з яким здобував трофеї угорського і міжнародного рівня.

## Кар'єра гравця
Грав на позиції нападника. На найвищому рівні відомо про його виступи у складі столичного клубу МТК, з яким у 1908 році був чемпіоном Угорщини, зігравши у тій першості 4 матчі.

## Кар'єра тренера
Тренерську кар'єру розпочинав у Німеччині, де працював з кількома клубами. Найсильнішим з яких можна назвати «Гамбург», котрий став чемпіоном країни в 1923 році, а за рік до цього в клубі якраз перебував Баняї (з січня по квітень 1922 року), тому також частково є причетним до цього успіху.
Повернувшись на батьківщину, працював у клубах «Баштя» і «Шабарія».
В 1928–1932 роках Баняї був тренером клубу «Уйпешт», будучи одним з творців золотої ери команди. «Уйпешт» здобув свої перші в історії титули чемпіона країни, а також став переможцем двох престижних міжнародних змагань. В 1929 році команда перемогла у Кубку Мітропи, а в 1930 році виграла Кубок Націй. Підопічними Баняї були такі відомі футболісти для свого часу, як Йожеф Фогль, Карой Фогль, Ференц Боршаньї, Іштван Авар, Габор Сабо, Іллеш Шпітц та інші.
Після «Уйпешта» чотири роки віддав команді «Фобус». Допоміг клубові досягти найвищого у своїй історії результату в угорському чемпіонаті — четвертого місця в 1936 і 1937 роках. В 1936 році команда представляла свою країну у Кубку Мітропи.
Загалом у вищому дивізіоні чемпіонату Угорщини як тренер відпрацював у 274 матчах.
Став жертвою Голокосту.

## Досягнення
Як гравець
- Чемпіон Угорщини: 1907-08

Як тренер
- Володар Кубка Мітропи: 1929
- Чемпіон Угорщини: 1929-30, 1930-31
- Володар Кубка Націй 1930